# Симон IV дьо Монфор
Симон IV дьо Монфор (на френски: Simon de Montfort; * ок. 1165, Франция; † 25 юни 1218, Тулуза, Франция) е френски рицар, участник в Четвъртия кръстоносен поход и една от основните фигури в Албигойския кръстоносен поход. Загива при обсадата на Тулуза през 1218.

## Живот
Син е на Симон де Монфор, граф на Монфор край Париж.
През 1199 г., по време на голям рицарски турнир, организиран от граф Тибо дьо Шампан, Симон „взима кръста“ и заедно с брат си Ги дьо Монфор става участник в Четвъртия кръстоносен поход. Кампанията скоро променя първоначалната си насока и под влиянието на Венеция, вместо към Египет се насочва към град Зара на брега на Адриатическо море. Симон дьо Монфор е против нападението на християни и осъжда обсадата на Зара през 1202 г.
През 1203 г., заедно с други рицари, Монфор отказва да продължи към Константинопол, намира убежище в двора на унгарския крал Емерик, след което заминава за Апулия и от там за Акра в Светите Земи. След пристигането си в Йерусалимското кралство, Монфор заедно с брат си Ги се поставя в услуга на крал Амори I Лузинян.
- Смъртта на Монфор
- Паметна плоча за смъртта на Симон дьо Монфор